# イブー・ペルティウィ

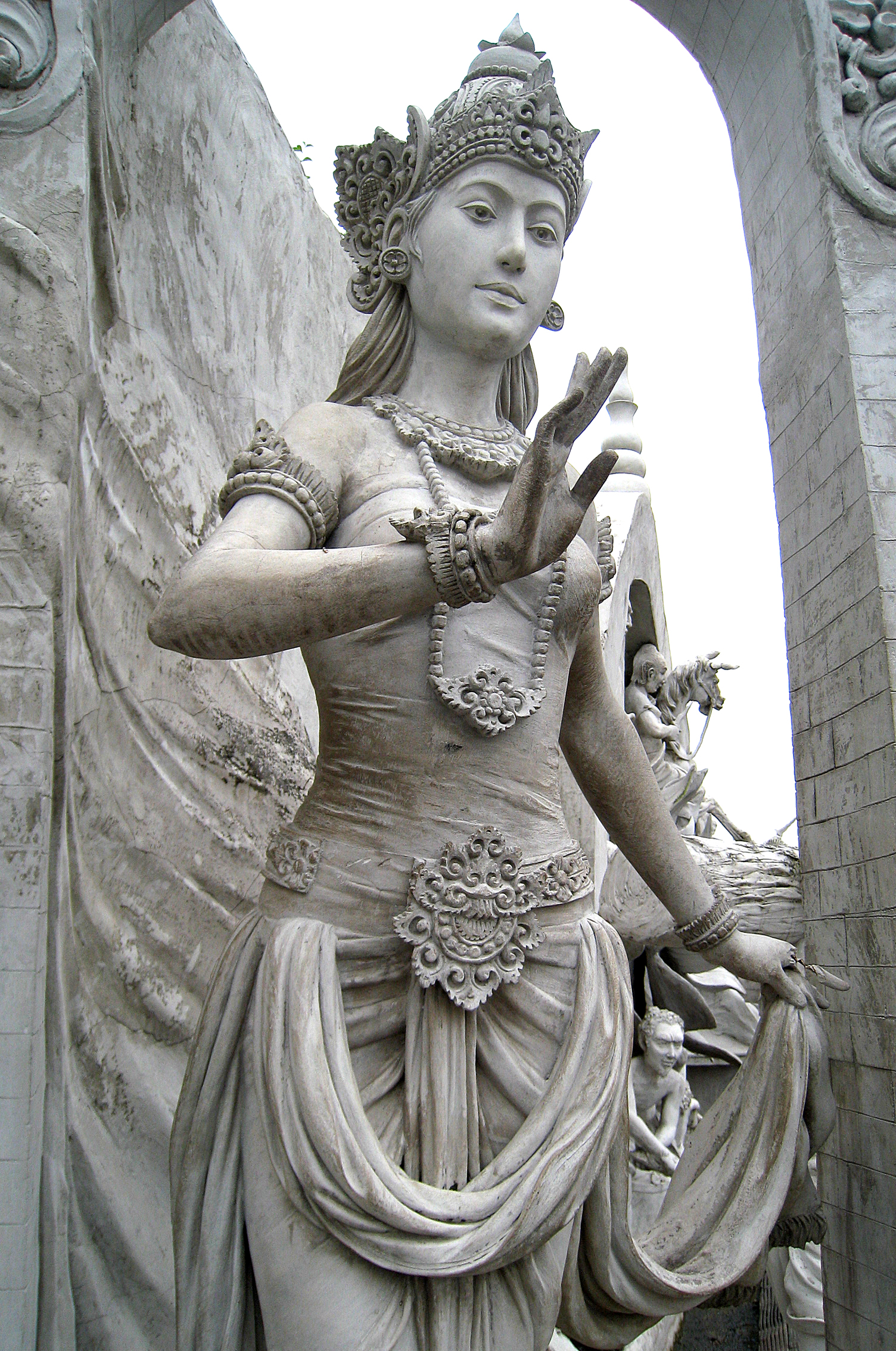
ジャカルタのモナスにある、古代の正装を身にまとった女神像。この像はおそらくインドネシアでは一般的なイブー・ペルティウィの描写であると考えられる。

イブー・ペルティウィ（インドネシア語: Ibu Pertiwi、母なる大地を意味する。イブー・プルティウィとも表記）はインドネシアと東マレーシアの国の擬人化であり、インドネシアの土地や水などの母なる大地を具象化したものである。先史時代より、インドネシア島嶼部の部族はしばしば大地や自然の精霊を生命の源、自然の女神として崇拝した。1世紀前半にヒンドゥー教を受容した後、この母親像はインド神話の地母神プリティヴィーと一体化し、「ペルティウィ」という名前が与えられた。
イブー・ペルティウィはインドネシアの愛国歌や詩において非常にありふれた題材であり、イブー・ペルティウィやインドネシア・プサカといった歌でも言及されている。インドネシア国歌インドネシア・ラヤの中にある「Jadi pandu ibuku」（私の母の案内役となる）という歌詞はイブー・ペルティウィをインドネシアの人々の母として言及している。愛国歌や詩における人気にもかかわらず、彼女を彫刻などの物理的な表現や像にしたものは稀である。